# 蒂鲁瓦拉姆
蒂鲁瓦拉姆（Thiruvalam），是印度泰米尔纳德邦Vellore县的一个城镇。总人口7945（2001年）。

## 人口
该地2001年总人口7945人，其中男性3961人，女性3984人；0—6岁人口850人，其中男468人，女382人；识字率72.05%，其中男性为78.74%，女性为65.39%。